# Сказка о рыбаке (Тысяча и одна ночь)
«Сказка о рыбаке» («Сказка о джинне и рыбаке», «Сказка о рыбаке и духе», араб. حكاية الصياد مع العفريت‎) — восточная сказка, входящая в канон «Тысячи и одной ночи». Сюжет сказки строится вокруг истории бедного рыбака, нашедшего кувшин с заточённым в нём джинном. В основной текст встроены дополнительные истории, одна из которых — история визиря царя Юнана и врача Дубана — сама включает дополнительные сюжеты.
«Сказка о рыбаке» появляется уже в самых ранних из известных рукописей «Тысячи и одной ночи» (XIV век) и, вероятно, заимствована из персидского сборника «Хезар Афсане». Вошла в выпущенный в 1704—1717 годах сборник «Тысячи и одной ночи» француза Антуана Галлана — первое издание этих произведений на европейском языке. Пересказ Галлана лёг в основу многих переводов на европейские языки — в том числе первого перевода на русский, изданного в 1763—1771 годах Алексеем Филатовым и впоследствии неоднократно переиздававшегося. Академический перевод «1001 ночи» с арабского на русский язык выполнен только в 1929—1938 году М. Салье. Основная сюжетная линия «Сказки о рыбаке» легла в основу таких литературных произведений, как юмористическая повесть «Медный кувшин» Ф. Энсти и «Старик Хоттабыч» Л. И. Лагина.

## Сюжет
«Сказка о рыбаке» — одна из первых в цикле «Тысячи и одной ночи» и одна из самых сложных по структуре. В общей сложности Шахерезада рассказывает её царю Шахрияру семь ночей.

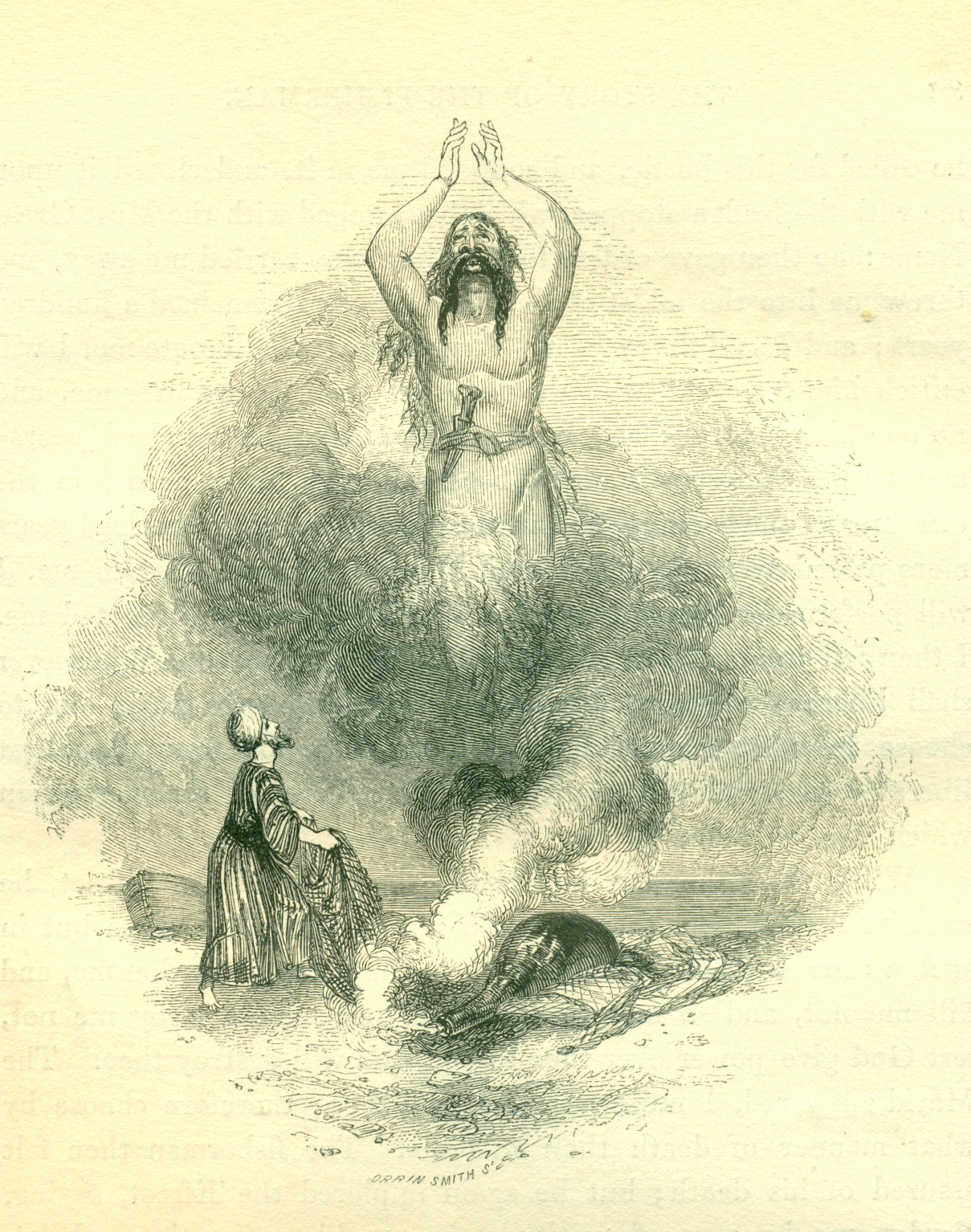
Гравюра Уильяма Харви к английскому изданию 1839 года

История начинается с того, что бедный рыбак, зарабатывающий на жизнь себе, жене и трём детям, приходит к морю, чтобы четырежды забросить сеть. Первые три попытки заканчиваются неудачей, но в четвёртый раз он вытаскивает из воды кувшин из жёлтой меди, запечатанный свинцом с оттиском перстня Сулеймана ибн Дауда. Когда рыбак открывает кувшин, оттуда появляется гигантский джинн (или ифрит), который собирается его убить. Джинн рассказывает рыбаку, что был заточён в сосуде Сулейманом ибн Даудом за мятеж и сначала поклялся щедро одарить того, кто его освободит, но со временем ожесточился настолько, что изменил клятву, решив убить своего спасителя.
Рыбак молит о пощаде, но джинн остаётся непреклонным. Чтобы спастись, человек притворяется, что не верит рассказу джинна, поскольку такое огромное существо не может поместиться в маленьком сосуде. Когда джинн возвращается в кувшин, чтобы доказать правдивость своих слов, рыбак снова затыкает кувшин и собирается выбросить его обратно в море. Когда джинн просит о пощаде, рыбак рассказывает ему историю о царе Юнане, его везире и мудреце Дубане.
Согласно этой истории, больному царю Юнану помогает излечиться от проказы мудрец Дубан. Царь воздаёт врачу почести и осыпает его милостями, однако завистливый везирь начинает его уговаривать казнить Дубана, поскольку если тот смог его чудесным образом излечить, то так же легко может и убить его. Царь и везирь обмениваются несколькими притчами:
- о царе Синдбаде, убившем сокола, спасшего его от яда;
- о неверной жене и правдивом попугае (есть данные, показывающие, что на определённом этапе первая притча заменила вторую[8]);
- и о коварном (или небрежном) везире, царском сыне и женщине-гуле.

В итоге везирю удаётся убедить Юнана, что врача необходимо казнить, и тот сообщает о своём решении Дубану. Тот, сделав вид, что смирился со своей участью, дарит царю волшебную книгу и просит установить свою отрубленную голову на блюде, чтобы и после смерти служить ему. Когда отрубленная голова советует царю прочесть несколько слипшихся страниц книги, тот делает это, слюнявя пальцы. Яд, которым пропитаны страницы книги, попадает в кровь Юнана, и тот умирает. Рыбак заканчивает свой рассказ моралью: если бы Юнан пощадил Дубана, то Аллах пощадил бы его самого. Джинн тоже отказал ему в милосердии, поэтому и сам его не заслуживает. Однако узник кувшина обещает его щедро наградить, и рыбак, взяв с джинна обещание не причинять ему вреда, вторично выпускает его.
Джинн приводит своего освободителя к пруду с цветными рыбами и советует продать улов царю. Рыбак следует его совету. Царь велит их зажарить, но во время готовки из стены кухни появляется женщина, требующая от рыб подтвердить, что они помнят уговор. Полузажаренные рыбы подтверждают это. Узнав о чуде, царь лично отправляется к пруду, где рыбы были пойманы. Там он обнаруживает дворец, а в нём юношу, наполовину обращённого в камень. Юноша тоже оказывается царём. Узнав о том, что жена изменяет ему с любовником, он попытался убить того, но только тяжело ранил. В отместку жена — могущественная чародейка — превратила его царство в пруд, его обитателей (мусульман, христиан, иудеев и зороастрийцев) в разноцветных рыб, а его самого наполовину сделала каменным и каждый день избивает бичом. Царь решает помочь обитателю дворца. Добив любовника чародейки, он выдаёт себя за него и заставляет её снять заклятие, после чего убивает и её. Цари заключают союз, а рыбак получает вознаграждение. На одной из дочерей рыбака женится сам царь, а на другой — молодой царь уже расколдованного государства.

## Структура и мотивы

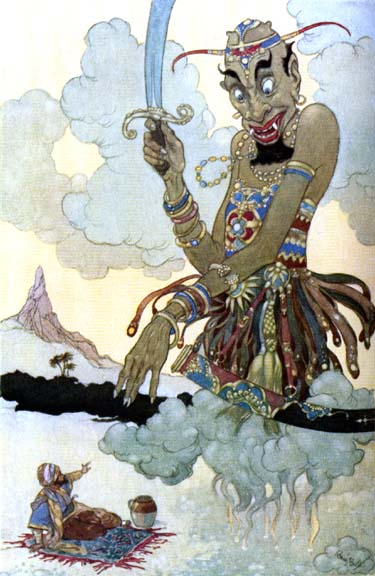
Иллюстрация Рене Булла к английскому изданию 1898 года

Сложная структура «Сказки о рыбаке» позволила литературоведу Т. Б. Бонч-Осмоловской выбрать её в качестве образца «фракталов в литературе». Основная история включает в себя две встроенных — о Юнане и Дубане и о заколдованном принце (царе). Первая из них в свою очередь включает в себя истории о царе Синдбаде и его соколе (или о неверной жене и попугае) и о принце и женщине-гуле. Кроме того, Бонч-Осмоловская отмечает «итерацию второго порядка-бис» в притче о царе Синдбаде и соколе (царь грозит смертью тому, кто упустит прекрасную газель, но в итоге упускает её сам), а также «вырожденное вложение первого класса» — заявленную, но так и не рассказанную джинном историю о том, «как поступила Умама с Атикой».
Филолог Никита Елисеев в середине XX века заключал, что «Сказка о рыбаке» — один из оригинальных компонентов персидского сборника «Хезар Афсане», предшествующего возникновению канона «Тысячи и одной ночи». История рыбака и джинна входила в наиболее раннюю из известных рукописей «Тысячи и одной ночи», на основе которой составлен двухтомник 1984 года под редакцией Мухсима Махди (в издании использованы рукописи с начала по конец XIV века). Вместе с тем предполагается, что изначально в ней была только одна вложенная история — о заколдованном царе, а всё остальное представляет собой позднейшие дополнения, объединённые определённым сходством мотивов и повторяющимися из сюжета в сюжет смысловыми рефренами. При этом у истории о заколдованном царе, по мнению американского востоковеда Д. Макдональда, был собственный литературный предшественник, а повесть о Юнане и Дубане и вложенные в неё притча о попугае и сказка о коварном везире, принце и женщине-гуле входят в состав заглавной сказки уже в наиболее ранней из известных рукописей. Установлено, что две из добавленных позднее историй позаимствованы из самостоятельной книги, переведённой на арабский язык в начале правления Аббасидов, — «Синдбад-наме», известной также как «История о царском сыне и семи визирях» (в этой книге Синдбадом зовут наставника принца, тогда как в «Тысяче и одной ночи» это становится уже именем царя). В сущности, за исключением истории заколдованного царя, все остальные вложения представляют собой именно притчи — не влияющие на основную фабулу рассказы с моралью, часто достаточно искусственно выведенной и неубедительной для персонажей внешней истории. Такое отсутствие связи иллюстрирует тот факт, что на определённом этапе переписчик так называемой «парижской рукописи», не имевший доступа к притче о попугае, легко заменил её на другую историю с подобной моралью — о царе Синдбаде и соколе. В ряде версий «Тысячи и одной ночи» (Булак, Калькутта-2) «История о кондитере, его жене и попугае» вложена не в «Сказку о рыбаке», а в тематическую подборку «Женское искусство и коварство», представляющую собой адаптацию «Синдбад-наме». Рассказ о соколе царя Синдбада появляется в египетских рукописях и многих ранних печатных изданиях (за исключением Бреслау).
Основная сюжетная линия — с демоном, заключённым в кувшин Сулейманом ибн Даудом, — восходит к традиции в фольклоре и литературе, согласно которой царь Соломон обладал властью над демонами. В англоязычной «Энциклопедии Тысячи и одной ночи» предполагается, что ряд европейских произведений, появлявшихся начиная с XIII века и повествующих об освобождённых демонах, связаны с этой же традицией. История о попугае и неверной жене, по сюжету перекликающаяся с обрамляющей историей сборника «Тути-наме» («Книга попугая»), согласно типологии сюжетов фольклорной сказки Аарне-Томпсона-Утера, относится к типу ATU 1422 («попугай сообщает об измене жены»). Рассказ о соколе, убитом хозяином за свою верность, возможно, восходит к басне Эзопа об орле, предупреждавшем крестьянина о драконьем яде в его питье. В ближневосточных литературах схожий сюжет с участием ворона появляется в адабе XI века, а с участием сокола — в XIII веке в сборнике аль-Ауфи «Джаваме уль-хекаят». Согласно типологии Аарне-Томпсона он относится к типу AT 916 («братья, охраняющие царскую опочивальню, и змея», секция IIc — предостережение против опрометчивых необратимых поступков), но имеет много общего и с типом AT 178 («опрометчивое убийство верного животного»). В модернизированной типологии Аарне-Томпсона-Утера сюжет выделен в самостоятельный подтип ATU 178C («сокол и отравленная вода»). Близкая по содержанию к «Рассказу о коварном везире» «История о царском сыне и гуле» содержится в подборке «Женское искусство и коварство».

## Культурное влияние
Основной сюжетный ход сказки — освобождение джинна из кувшина и его благодарность освободившему — использован в юмористической повести Ф. Энсти «Медный кувшин», опубликованной на английском языке в 1900 году. В повести джинна Факраша эль-Аамаша на рубеже веков выпускает из заточения молодой лондонский архитектор Хорас Вентимор, случайно купивший кувшин на аукционе. Эпический размах благодарности сказочного героя постоянно ставит в неловкое положение его освободителя, скромного представителя среднего класса. Они с джинном всё больше разочаровываются друг в друге, и в конце концов, не без хитрости со стороны Хораса, Факраш возвращается в кувшин.
По повести Энсти были поставлены бродвейский мюзикл, два немых и один звуковой фильм (в последнем, вышедшем на экраны в 1964 году, роль джинна сыграл Бёрл Айвз). С русским дореволюционным переводом «Медного кувшина», по словам Натальи Лагиной, был знаком её отец, писатель Лазарь Лагин. Лагин также читал первооснову «Медного кувшина» — сказку «Тысячи и одной ночи». О том, что эта сказка натолкнула его на написание сказочной повести «Старик Хоттабыч», он рассказывал в предисловии к её новому изданию в 1955 году. В «Старике Хоттабыче» древнего джинна освобождает из кувшина советский пионер Волька Костыльков. Поначалу тот пытается мерить советскую действительность мерками своего времени, но постепенно перевоспитывается. В «Старике Хоттабыче» встречаются отдельные эпизоды, аналогичные событиям из английской повести — например, появление в центре современной столицы каравана верблюдов, гружёных дарами освободителю. Имя врага джинна Факраша, оклеветавшего героя Энсти — Джарджарис, сын Реджмуса, сына Ибрагима, — в повести Лагина видоизменяется до Джирджиса ибн Реджмуса и становится именем «царя шайтанов и ифритов». Героем сюжета об ожесточившемся в заточении джинне, решившем убить собственного освободителя, в советской сказке выступает брат Хоттабыча — Омар Юсуф.
Поворот сюжета, в котором могучего волшебника, освободившегося из кувшина, удаётся заманить обратно, сделав вид, что его словам не верят, обыгрывается также в советском мультипликационном фильме «В синем море, в белой пене…».